# Noma (Florida)
Noma és una població dels Estats Units a l'estat de Florida. Segons el cens del 2000 tenia 213 habitants.

## Demografia
Segons el cens del 2000, Noma tenia 213 habitants, 91 habitatges, i 54 famílies. La densitat de població era de 75,4 habitants/km².
Dels 91 habitatges en un 28,6% hi vivien nens de menys de 18 anys, en un 38,5% hi vivien parelles casades, en un 14,3% dones solteres, i en un 39,6% no eren unitats familiars. En el 36,3% dels habitatges hi vivien persones soles el 20,9% de les quals corresponia a persones de 65 anys o més que vivien soles. El nombre mitjà de persones vivint en cada habitatge era de 2,34 i el nombre mitjà de persones que vivien en cada família era de 3,07.
Per edats la població es repartia de la següent manera: un 23,5% tenia menys de 18 anys, un 8% entre 18 i 24, un 31% entre 25 i 44, un 22,1% de 45 a 60 i un 15,5% 65 anys o més.
L'edat mediana era de 39 anys. Per cada 100 dones de 18 o més anys hi havia 83,1 homes.
La renda mediana per habitatge era de 26.250 $ i la renda mediana per família de 40.625 $. Els homes tenien una renda mediana de 20.000 $ mentre que les dones 21.250 $. La renda per capita de la població era de 10.958 $. Entorn del 14,3% de les famílies i el 18,3% de la població estaven per davall del llindar de pobresa.

## Poblacions més properes
El següent diagrama mostra les poblacions més properes.